# Glutarredoxina
Las glutarredoxinas (GRXs) son pequeñas enzimas redox de aproximadamente un centenar de residuos aminoacídicos que se caracterizan por utilizar glutatión como cofactor.
Las glutarredoxinas son oxidadas por diversos sustratos y reducidas en forma no enzimática por glutatión. A diferencia de las tiorredoxinas que son reducidas por la tiorredoxina reductasa, no existe una oxidorreductasa que reduzca específicamente a las glutarredoxinas. En cambio, las glutarredoxinas se reducen por la oxidación del glutatión. El glutatión oxidado es luego regenerado por la glutatión reductasa. En conjunto estos componentes forman el sistema del glutatión.
Al igual que las tiorredoxinas, las cuales funcionan en una forma similar, las glutarredoxinas poseen un centro activo formado por un puente disulfuro. Este centro existe tanto en una forma oxidada como en una forma reducida, donde dos residuos de cisteína se encuentran enlazados en un puente disulfuro intramolecular.
Las glutarredoxinas actúan como transportadoras de electrones en la síntesis de desoxirribonucleótidos dependiente de glutatión por medio de la enzima ribonucleótido reductasa.
Adicionalmente las GRXs actúan como mecanismos de defensa antioxidantes reduciendo deshidroascorbato, peroxirredoxinas, y a la metionina sulfóxido reductasa. Además de su función como defensa antioxidante, las GRXs de bacterias y plantas han mostrado capacidad para unir centros de hierro-azufre y entregar estos centros de hierro azufre a diferentes enzimas bajo demanda.

## GRXs en virus
Las glutarredoxinas han sido secuenciadas en una gran variedad de especies. Sobre la base de un análisis extensivo de similitud, se ha propuesto que la proteína O2L de Vaccinia virus, es, al parecer, una glutarredoxina. La tiorredoxina de Bacteriófago T4 parece encontrarse evolutivamente relacionada. En la posición 5 del patrón T4, la tiorredoxina posee una valina en lugar de prolina.

## GRXs en plantas
Se han descrito aproximadamente 30 isoformas de GRXs en la planta modelo Arabidopsis thaliana, y 48 en Oryza sativa. De acuerdo a su centro activo redox, se han subagrupado en seis clases, los tipos CSY[C/S]-, CGFS-, CC y tres subgrupos con un dominio adicional de función desconocida.
Las GRXs de tipo CC se encuentran solo en plantas superiores. En Arabidopsis las GRXs se encuentran involucradas en el desarrollo de las flores y en la señalización del ácido salicílico.

## Subfamilias
- Subgrupo de la glutarredoxina IPR014025

## Proteínas humanas que contienen este dominio
GLRX;      GLRX2;     GLRX3;     GLRX5;     PTGES2